# Imperata válcovitá
Imperata válcovitá (Imperata cylindrica) je druh vytrvalé oddenkové trávy pocházející z tropické a subtropické Asie, Austrálie, Afriky a jižní Evropy. Byla zavlečena do Latinské Ameriky, Karibiku a na jihovýchod Spojených států.
Jde o pyrofyt, rostlinu profitující z požárů.
Je řazena do seznamu 100 nejhorších invazních druhů světa.

## Popis
Imperata válcovitá může dosahovat výšky až 3 metrů, pevný stonek v horní části obalují dlouhé bílé chlupy. Trsy rostlin sdílí rozsáhlou síť oddenků, která tvoří 60 % celkové biomasy rostliny. Mohou pronikat až do hloubky 1,2 m, v písčité půdě se typicky nacházejí v hloubce 0,4 m.
Listy jsou asi 2 cm široké a 12 až 80 cm dlouhé, zužují se do ostrého hrotu na vrcholu.
Květy jsou malé, uspořádané v úzkých latách.

## Ekologie

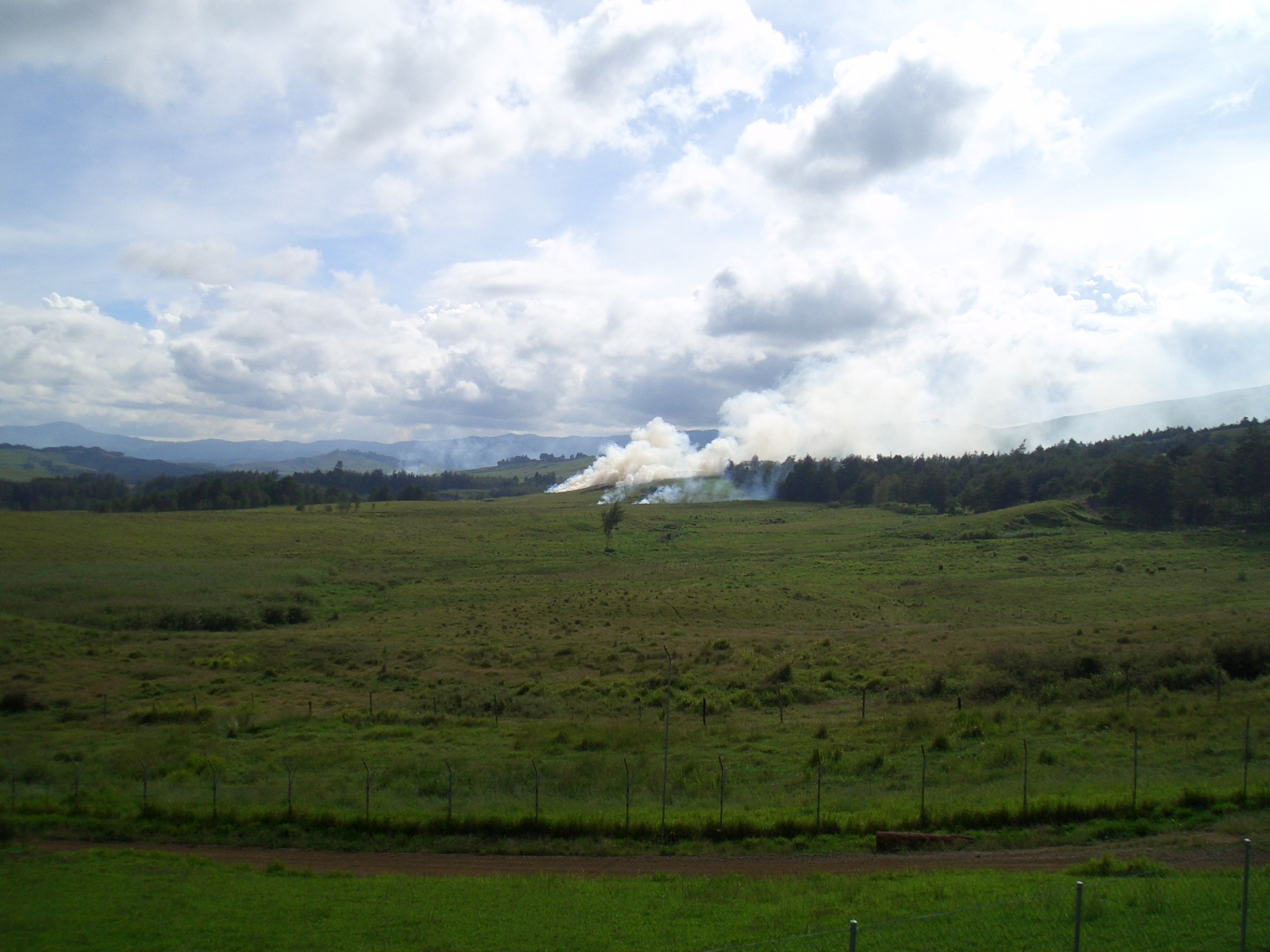
Dosud zelená imperata v plamenech, Papua Nová Guinea

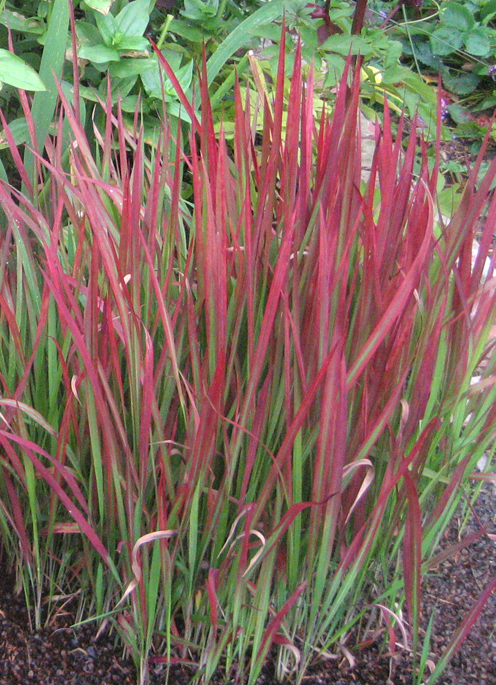
Japonský kultivar 'Red Baron', pěstovaný jako okrasná rostlina

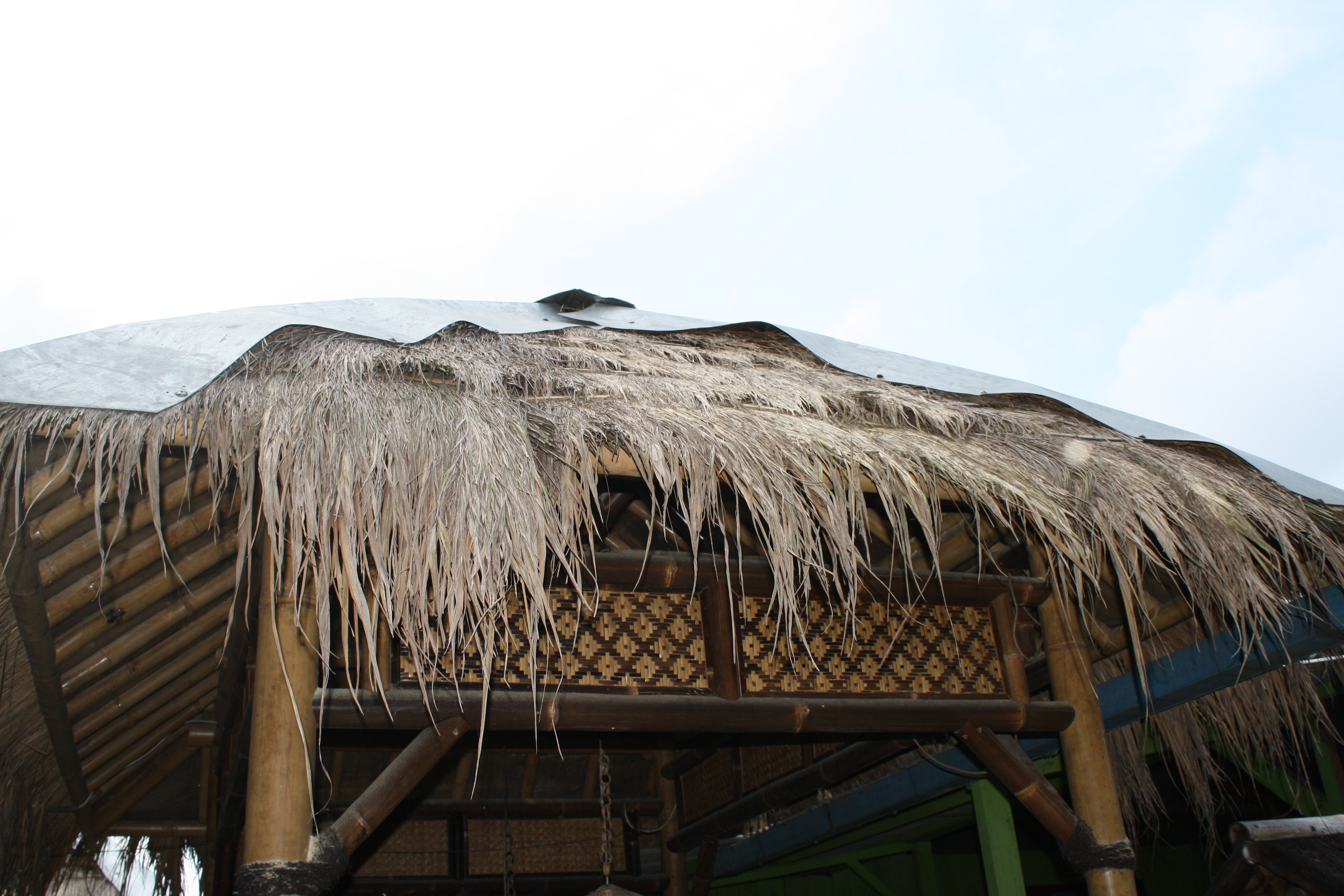
Došková střecha, Indonésie

### Invazní druh plevele
Rostlina zdomácněla v Americe, severní Asii, Evropě a Africe. V některých oblastech je vedena jako invazivní plevel. Ve Spojených státech se jí nejvíce daří na jihovýchodě, ale jsou známy výskyty i v Západní Virginii nebo Oregonu. Celosvětově byla pozorována od 45° severní šířky do 45° jižní šířky.
Roste jak na mokrých, tak suchých půdách, nevadí jí vysoká salinita, jíly ani písky. Preferuje plné slunce, ale snese i stín. Jakmile se rozroste, často tvoří husté monokultury. Imperata je tak v soužití s dalšími druhy dominantní a využívá také alelopatie. Uvolňuje chemikálie, které jí dávají výhodu oproti původním rostlinám.
Šíří se jak malými semeny, která jsou snadno přenášena větrem, tak oddenky, které se mohou šířit při obdělávání a přepravě půdy.
Rostlina je regulována obvykle pomocí herbicidů. Vypálení je málokdy úspěšné, protože tato tráva hoří při vysoké teplotě, což způsobuje tepelné poškození stromů, které by při kontrolovaném vypalování poškozeny nebyly. Kromě toho se imperata z vypálení dokáže rychle zotavit. Opětovnému růstu napomáhají hluboké kořenové systémy.

### Pyrofyt
Imperata válcovitá je pyrofyt. Je vysoce hořlavá i ve stadiu, kdy je ještě zelená. Požáry této rostlině pomáhají se šířit a dominovat v daném prostředí. Kvůli husté a objemné biomase, kterou produkuje, poskytuje imperata ohni velké množství paliva. Požáry jsou tak intenzivnější a probíhají za mnohem vyšších teplot. Kvůli tomu při nich zahyne většina konkurujících druhů včetně stromů. Po požáru rostlina díky hluboce uloženému kořenovému systému vypálené území opanuje.

## Použití
Imperata je považována za vynikající rostlinu pro doškové střechy tradičních domů v jihovýchodní Asii, pro tento účel se i pěstuje. Vetkává se do rohoží a používá při výrobě tašek.
Vysazuje se za účelem pokrytí a stabilizace půdy v blízkosti pláží a dalších oblastí vystavených erozi.
Používá se také v tradiční čínské medicíně. Mladá květenství a výhonky se mohou konzumovat vařené, kořeny obsahují škrob a cukry.
Existuje řada jejích kultivarů, využívaných jako okrasné rostliny, např. červenolistá varianta 'Red Baron'.